# El Escanito
El Escanito är en ort i Honduras.   Den ligger i departementet Departamento de Francisco Morazán, i den centrala delen av landet, 70 km norr om huvudstaden Tegucigalpa. El Escanito ligger 609 meter över havet och antalet invånare är 1 184.
Terrängen runt El Escanito är huvudsakligen kuperad, men den allra närmaste omgivningen är platt. El Escanito ligger nere i en dal. Runt El Escanito är det ganska glesbefolkat, med 30 invånare per kvadratkilometer. Närmaste större samhälle är Orica, 16,5 km öster om El Escanito. Omgivningarna runt El Escanito är en mosaik av jordbruksmark och naturlig växtlighet.